# Isla Jochihuata
Jochihuata, también escrito Juchiwata, es una isla boliviana ubicada en el lago Titicaca, en el departamento de La Paz, se encuentra al noroeste de la isla del Sol. Tiene una forma alargada de en dirección este-oeste, con unas dimensiones de 1.178 metros de largo por un ancho medio de 110 metros y una superficie aproximada de 123.000 metros cuadrados (m²).